# Marjorie Barrett

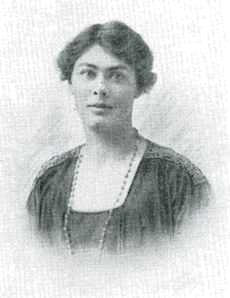
Marjorie Barrett

Marjorie Barrett (* im 1. Quartal 1889 in Camberwell; † 1968 in Newton Abbott, geborene Lucy Marjorie East, später verheiratete Mrs. P. D. Macfarlane) war eine englische Badmintonspielerin.

## Karriere
Marjorie Barrett hat an Erfolgen mehrere Siege bei den All England und den Irish Open zu verzeichnen. 1922 und 1928 siegte sie in Irland. 1926, 1927, 1928, 1929, 1930, 1931 und 1932 war sie bei den All England erfolgreich.

## Erfolge
| Saison | Veranstaltung           | Disziplin   | Platz | Name                                |
| ------ | ----------------------- | ----------- | ----- | ----------------------------------- |
| 1913   | All England             | Damendoppel | 2     | Marjorie Barrett / C. Johnstone     |
| 1922   | Irish Open              | Damendoppel | 1     | Marjorie Barrett / Kitty McKane     |
| 1925   | Scottish Open           | Damendoppel | 1     | Margaret Tragett / Marjorie Barrett |
| 1926   | All England             | Dameneinzel | 1     | Marjorie Barrett                    |
| 1927   | Scottish Open           | Dameneinzel | 1     | Marjorie Barrett                    |
| 1927   | Scottish Open           | Damendoppel | 1     | Violet Elton / Marjorie Barrett     |
| 1927   | All England             | Dameneinzel | 1     | Marjorie Barrett                    |
| 1928   | Irish Open              | Damendoppel | 1     | Marjorie Barrett / Violet Elton     |
| 1928   | Irish Open              | Dameneinzel | 1     | Marjorie Barrett                    |
| 1928   | All England             | Damendoppel | 1     | Marjorie Barrett / Violet Elton     |
| 1929   | All England             | Damendoppel | 1     | Marjorie Barrett / Violet Elton     |
| 1929   | Scottish Open           | Dameneinzel | 1     | Marjorie Barrett                    |
| 1929   | Scottish Open           | Damendoppel | 1     | Marjorie Barrett / Marian Horsley   |
| 1929   | All England             | Dameneinzel | 1     | Marjorie Barrett                    |
| 1930   | Berkshire Championships | Damendoppel | 1     | Marjorie Barrett / Violet Elton     |
| 1930   | All England             | Dameneinzel | 1     | Marjorie Barrett                    |
| 1930   | All England             | Damendoppel | 1     | Marjorie Barrett / Violet Elton     |
| 1931   | All England             | Dameneinzel | 1     | Marjorie Barrett                    |
| 1932   | All England             | Damendoppel | 1     | Marjorie Barrett / Leoni Kingsbury  |